# Cheumatopsyche persica
Cheumatopsyche persica là một loài Trichoptera trong họ Hydropsychidae. Chúng phân bố ở miền Cổ bắc.